# Їндржих Свобода
Їндржих Свобода (чеськ. Jindřich Svoboda, нар. 14 вересня 1952, Брно) — чехословацький футболіст, що грав на позиції нападника. Автор переможного м'яча у фінальному матчі Олімпійських ігор 1980 року.

## Клубна кар'єра
Їндржих Свобода народився у Брно, але в дитинстві жив у містечку Адамов, де закінчив школу та професійно-технічне училище, та працював у будівельній організації, одночасно розпочавши грати у футбол на аматорському рівні. У 1971 році розпочав грати в командах майстрів, першою з яких була армійська команда «Дукла» з Брно. З 1973 року розпочав грати в команді вищого чехословацького дивізіону «Збройовка» з Брно, в якій грав до кінця 1983 року. У складі команди Свобода зіграв понад 200 матчів, а в сезоні 1977—1978 років став у її складі чемпіоном Чехословаччини. З початку 1984 до 1986 року грав у складі команди «Готвальдов» з однойменного міста, а пізніше грав у низці чеських аматорських команд аж до остаточного завершення виступів на футбольних полях у 1996 році.

## Виступи за збірну
У 1974 році Їндржих Свобода викликаний до складу молодіжної збірної Чехословаччини, в якій грав до наступного року, та провів у її складі 6 матчів. У 1975 році Свобода дебютував у складі національної збірної Чехословаччини, але другий матч у її складі зіграв у 1977 році, після чого до головної команди країни не залучався. Натомість у 1980 році Їндржиха Свободу запросили до олімпійської збірної Чехословаччини для участі в Олімпійських іграх 1980 року у Москві. На цьому турнірі чехословацька збірна дійшла до фіналу, в якому Їндржих Свобода забив єдиний та вирішальний м'яч у ворота збірної НДР майже відразу після свого виходу на заміну.

## Титули і досягнення
- Олімпійський чемпіон (1): 1980
- Чемпіон Чехословаччини (1):

«Збройовка» (Брно): 1977—1978